# Nyctemera leucospilota
Nyctemera leucospilota är en fjärilsart som beskrevs av Moore 1887. Nyctemera leucospilota ingår i släktet Nyctemera och familjen björnspinnare. Inga underarter finns listade i Catalogue of Life.